# Chor
Cet article concerne la langue chor. Pour le peuple chor, voir Chors (peuple).
Le chor est une langue turcique parlée par les Chors en Sibérie méridionale, en Russie.

## Noms alternatifs
Les autonymes sont тадар тили (tadar tili), шор тили (shor tili).
Selon Ethnologue, Languages of the World, le chor peut également être appelé aba, shortsy, tatar de Kuznets ou tatar de Tom-Kuznets.
Le projet Langues en danger (en anglais : Endangered Languages Project, ELP) donne quant à lui les noms suivants : tatar de Kuznets, tatar de Kondoma, tatar de Mras-Su, шорский язык, шор тили, šor tili, тадар тили, tadar tili, schoren, Minusinsk-Tataren, Şorca, Şor Türkçesi.

## Utilisation
Selon le recensement de 2010, 2 840 des 12 900 Chors recensés parlaient cette langue, dont 50 monolingues. Ils habitent principalement dans l'oblast de Kemerovo dans le sud de la Sibérie en Russie, mais certains sont éparpillés dans le reste de la fédération de Russie. 
La langue est utilisée uniquement par des adultes d'âge moyen ou plus (les jeunes apprenant le russe) dans peu de domaines, sauf peut-être en famille. Cela fait qu'elle est classée comme « en situation critique » par l'UNESCO et « en grand danger » par le projet Langues en danger. Cependant, une association linguistique a été créée, ainsi qu'une chaire de shor à la branche de Novokouznetsk de l'université d'État de Kemerovo (en).

## Caractéristiques
Le chor appartient au groupe des langues turques sibériennes, dont font aussi partie le tchoulym (certains les considérant comme la même langue) et le khakasse.
Comme le finnois, le hongrois et le turc, le chor utilise l'harmonie vocalique, c'est une langue agglutinante et n'a pas de genre grammatical. C'est une langue SOV (Sujet-Objet-Verbe).[réf. nécessaire]

### Dialectes
Il existe les dialectes de Mrassa (tatar de Mras, Mrasu) et de Kondoma (tatar de Kondoma).

### Écriture
Des missionnaires chrétiens orthodoxes de l'Altaï ont développé le premier alphabet dans les années 1880 en se basant sur l'écriture cyrillique. Un alphabet latin a également été utilisé entre 1930 et 1938.
| А а | Б б | В в | Г г | Ғ ғ | Д д | Е е | Ё ё | Ж ж | З з | И и | Й й | К к | Қ қ | Л л | М м | Н н | Ң ң | О о |
| Ӧ ӧ | П п | Р р | С с | Т т | У у | Ӱ ӱ | Ф ф | Х х | Ц ц | Ч ч | Ш ш | Щ щ | Ъ ъ | Ы ы | Ь ь | Э э | Ю ю | Я я |

## Phonologie
Les tableaux présentent les phonèmes vocaliques et consonantiques du chor. À gauche se trouvent les phonèmes dans la version modifiée de l'alphabet cyrillique utilisée pour transcrire le chor.

### Voyelles
|         | Antérieure                   | Centrale      | Postérieure                 |
| ------- | ---------------------------- | ------------- | --------------------------- |
| Fermée  | и [i] ии [iː] ӱ [y] ӱ ӱ [yː] | ы [ɨ] ыы [ɨː] | у [u] уу [uː]               |
| Moyenne | e [e] ee [eː]                |               | ö [ø] öö [øː] o [o] oo [oː] |
| Ouverte |                              | a [a] aa [aː] |                             |

### Consonnes
|                  | Bilabiale | Dentale | Latérale | Palatale | Vélaire |
| ---------------- | --------- | ------- | -------- | -------- | ------- |
| Occlusive sourde | п [p]     | т [t]   |          |          | к [k]   |
| Occlusive sonore | б [b]     | д [d]   |          |          | г [g]   |
| Fricative sourde |           | c [s]   |          | ш [ʃ]    | x [x]   |
| Fricative sonore |           | з [z]   |          | ж [ʒ]    | ғ [ɣ]   |
| Affriquée sourde |           |         |          | ч [tʃ]   |         |
| Affriquée sonore |           |         |          | ҷ [dʒ]   |         |
| Nasale           | м [m]     | н [n]   |          |          | ң [ŋ]   |
| Liquide          |           | p [r]   | л [l]    |          |         |
| Semi-voyelle     |           |         |          | й [j]    |         |